# Erminio Gius
Erminio Gius (Malosco, 23 maggio 1938) è uno psicologo italiano e sacerdote dell'Ordine dei frati minori cappuccini.

## Biografia
Ottiene la licenza in teologia nella Pontificia Università Lateranense di Roma nel 1966 e nell'Ateneo di Padova si forma alla scuola di Carlo Diano, Marino Gentile, Dino Formaggio e Paolo Bozzi con il quale si laurea in filosofia nel 1970. Prosegue il suo perfezionamento in psicologia sociale e psicologia clinica all'Università di Oxford. Dal 1974 è docente di psicologia sociale all'Università di Padova e dal 1990 al 2010 detiene la prima cattedra di psicologia sociale nella medesima Università. Ha insegnato discipline psicologiche all'Università di Padova (Teorie della personalità; Psicologia dei problemi etici della scienza; Psicologia sociale delle organizzazioni complesse); all'Università di Trento (Psicologia dinamica); alla Libera Università di Bolzano (Psicologia sociale); a Roma alla Pontificia Università Antonianum (Psicologia sociale).
È autore di 270 pubblicazioni.
Per due mandati è stato Direttore del dipartimento di Psicologia Generale "Vittorio Benussi" dell'Università di Padova. È stato presidente della Conferenza dei Direttori dei Dipartimenti e degli Istituti di Psicologia italiani. Ha fatto parte del Collegio Docenti del corso di dottorato in Psicologia sociale dell'Università di Padova. È stato visiting professor presso le seguenti Università: Università di San Paolo, Brasile; Georgetown University di Washington, USA; Boston University, USA; Melbourne University, Australia; Libera Università di Bolzano, Italy; Universidad Católica Sedes Sapientiae di Lima, Perù.
Ha condotto, tra i primi studiosi italiani, ricerche sperimentali sui temi dell'Omosessualità, dell'AIDS, dell'IVG, della Tossicodipendenza, dello SVP.
È noto il suo pensiero a riguardo della Psicologia esistenziale e fenomenologica.
Ha diretto il Progetto sperimentale ICARO per il recupero della devianza minorile in Sicilia.
Dal 1981 al 1996 è stato direttore della Collana di Psicologia Sociale e Clinica dell'Editore Giuffrè (con Alessandro Salvini) e direttore della Collana di Storia della Psicologia presso la casa editrice Franco Angeli (con Marcello Cesa-Bianchi e Nino Dazzi).
Nel 2002 è stato nominato "Trentino dell'anno: Una vita per la cultura".
Nel 2010, al raggiungimento della pensione da professore ordinario, è stato pubblicato il volume dal titolo "Per una psicologia dell'agire umano. Scritti in onore di Erminio Gius" a cura di Donatella Cavanna e Alessandro Salvini.
È stato membro del Comitato Consultivo di Bioetica della Regione Veneto e presidente del Comitato etico per le attività sanitarie dell'Azienda Provinciale per i Servizi Sanitari della Provincia autonoma di Trento.

## Aree di ricerca
L'attività di ricerca del prof. Erminio Gius ha riguardato principalmente i seguenti temi: Social cognition; Persona e coscienza nelle neuroscienze cognitive; Psicologia della scienza e valori; Contesti normativi e comportamenti sociali trasgressivi nella società plurale.

## Opere principali
- 1972 Omosessualità, Marietti, 1506I.POD-BI1A7.PH150632005
- 1982 La questione droga, Giuffrè, 000232803.
- 1983 Modelli di relazione interpersonale, R. Cortina, ISBN 9788870430325
- 1988 Maternità negata, Giuffré, ISBN 9788814015984 (con D. Cavanna)
- 1990 Aids, Franco Angeli, ISBN 9788820464431
- 1995 Etica e Psicologia, R. Cortina, ISBN 8870783332
- 1998 Psicologia sociale e processi inconsci, LED, ISBN 9788879161046
- 1999 I dilemmi dello psicoterapeuta, R. Cortina, ISBN 8870785939 (con R. Coin)
- 2004 Per una politica d'intervento con i minori in difficoltà, Carocci, ISBN 8843029835 (con S. Cipolletta)
- 2004 Teoria della conoscenza e valori, Giuffré, ISBN 8814110867
- 2005 Trasformazioni sociali e nuovo umanesimo, Giuffré, ISBN 8814118795 (con M. Alfredetti)
- 2009 Studiare le decisioni nelle organizzazioni pubbliche, Cleup, ISBN 9788861293304 (con M. Alfredetti)
- 2010 Disagio e marginalità. Basi scientifiche e paradigmi d'intervento, Cleup, ISBN 9788861296374 (con S. Cipolletta)
- 2012 Ethics in Action, LED, ISBN 9788879165907 (con S. Cipolletta)
- 2013 Assistere presenze assenti, F. Angeli, ISBN 9788820451684
- 2019 Compassione. Bibbia e psicoanalisi per uno studio della società, EDB, ISBN 9788810560198
- 2025 Lungo il fiume dell'anima. Conversazioni con un testimone dello sviluppo della Psicologia italiana, CLEUP, ISBN 9788854957725 (con V. Ugolini)
- Dizionari[16]
- Enciclopedie[17]